# You Are (Dolly Parton)
"You Are" is een nummer van de Amerikaanse zangeres Dolly Parton. Het nummer werd uitgebracht op haar album New Harvest...First Gathering uit 1977. Op 25 maart van dat jaar werd het nummer uitgebracht als de eerste single van het album. In 1983 kwam het in Nederland en Vlaanderen opnieuw uit als single.

## Achtergrond
"You Are" is geschreven door Parton en geproduceerd door Parton en Gregg Perry. Het nummer werd op 20 augustus 1976 opgenomen in een studio in Nashville. Het is een van de eerste nummers waarop Parton de voor haar bekende countrystijl losliet en zich meer richtte op de popmuziek. Op 25 maart 1977 werd het als single uitgebracht, maar het werd nergens een hit. In sommige landen werd het uitgebracht op de B-kant van de single "Applejack", terwijl in andere landen de A- en B-kanten werden omgedraaid.
In 1983 werd "You Are" uitgebracht als de eerste track op het verzamelalbum The Love Album, dat enkel in Europa en Zuid-Afrika werd uitgebracht. Dit album werd goed verkocht, met als gevolg dat "You Are" opnieuw op single verscheen. Deze single werd alleen in Nederland, Vlaanderen, Duitsland en Zuid-Afrika uitgebracht. Deze keer werd het wel een grote hit: het bereikte de nummer 1-positie in de Nederlandse Top 40, de Nationale Hitparade en de voorloper van de Vlaamse Ultratop 50.

## Hitnoteringen

### Nederlandse Top 40
| Hitnotering: 26-11-1983 t/m 11-02-1984 | Hitnotering: 26-11-1983 t/m 11-02-1984 | Hitnotering: 26-11-1983 t/m 11-02-1984 | Hitnotering: 26-11-1983 t/m 11-02-1984 | Hitnotering: 26-11-1983 t/m 11-02-1984 | Hitnotering: 26-11-1983 t/m 11-02-1984 | Hitnotering: 26-11-1983 t/m 11-02-1984 | Hitnotering: 26-11-1983 t/m 11-02-1984 | Hitnotering: 26-11-1983 t/m 11-02-1984 | Hitnotering: 26-11-1983 t/m 11-02-1984 | Hitnotering: 26-11-1983 t/m 11-02-1984 | Hitnotering: 26-11-1983 t/m 11-02-1984 | Hitnotering: 26-11-1983 t/m 11-02-1984 |
| Week                                   | 1                                      | 2                                      | 3                                      | 4                                      | 5                                      | 6                                      | 7                                      | 8                                      | 9                                      | 10                                     | 11                                     |                                        |
| -------------------------------------- | -------------------------------------- | -------------------------------------- | -------------------------------------- | -------------------------------------- | -------------------------------------- | -------------------------------------- | -------------------------------------- | -------------------------------------- | -------------------------------------- | -------------------------------------- | -------------------------------------- | -------------------------------------- |
| Positie                                | 24                                     | 11                                     | 6                                      | 3                                      | 1                                      | 1                                      | 1                                      | 2                                      | 6                                      | 19                                     | 38                                     | uit                                    |

### Nationale Hitparade
| Hitnotering: 03-12-1983 t/m 18-02-1984 | Hitnotering: 03-12-1983 t/m 18-02-1984 | Hitnotering: 03-12-1983 t/m 18-02-1984 | Hitnotering: 03-12-1983 t/m 18-02-1984 | Hitnotering: 03-12-1983 t/m 18-02-1984 | Hitnotering: 03-12-1983 t/m 18-02-1984 | Hitnotering: 03-12-1983 t/m 18-02-1984 | Hitnotering: 03-12-1983 t/m 18-02-1984 | Hitnotering: 03-12-1983 t/m 18-02-1984 | Hitnotering: 03-12-1983 t/m 18-02-1984 | Hitnotering: 03-12-1983 t/m 18-02-1984 | Hitnotering: 03-12-1983 t/m 18-02-1984 | Hitnotering: 03-12-1983 t/m 18-02-1984 | Hitnotering: 03-12-1983 t/m 18-02-1984 |
| Week                                   | 1                                      | 2                                      | 3                                      | 4                                      | 5                                      | 6                                      | 7                                      | 8                                      | 9                                      | 10                                     | 11                                     | 12                                     |                                        |
| -------------------------------------- | -------------------------------------- | -------------------------------------- | -------------------------------------- | -------------------------------------- | -------------------------------------- | -------------------------------------- | -------------------------------------- | -------------------------------------- | -------------------------------------- | -------------------------------------- | -------------------------------------- | -------------------------------------- | -------------------------------------- |
| Positie                                | 15                                     | 4                                      | 3                                      | 2                                      | 1                                      | 1                                      | 1                                      | 1                                      | 3                                      | 6                                      | 20                                     | 33                                     | uit                                    |

### NPO Radio 2 Top 2000
| Nummer met noteringen in de NPO Radio 2 Top 2000 | '99  | '00 | '01 | '02  | '03  | '04  | '05  | '06  | '07  | '08  | '09  | '10  | '11  | '12  |
| ------------------------------------------------ | ---- | --- | --- | ---- | ---- | ---- | ---- | ---- | ---- | ---- | ---- | ---- | ---- | ---- |
| You Are (Dolly Parton)                           | 1118 | 866 | 240 | 1540 | 1612 | 1353 | 1443 | 1549 | 1319 | 1343 | 1955 | 1847 | 1971 | 1716 |

1. ↑  Een vetgedrukt getal geeft de hoogste notering aan.
2. ↑  Deze tabel is bijgewerkt tot en met de laatste editie (2024).